# Sant Vicenç de Jonqueres
Sant Vicenç de Jonqueres és una església parroquial del municipi de Sabadell (Vallès Occidental), catalogada com bé cultural d'interès local.

## Història
El temple, producte de diverses etapes constructives, és documentada des del segle x. Entre els anys 1214 i 1269, hi va haver un monestir de monges, que es traslladà posteriorment al monestir de Jonqueres de Barcelona. A finals del segle xiii, o ja en el segle xiv, l'església es va ampliar i se'n modificà la façana de migdia. Durant el segle xvi s'hi van realitzar obres d'engrandiment per la banda de llevant. La rectoria va ser adossada al temple entre els segles xvi-xvii.
Als anys 1990, l'església i la rectoria es trobaven en procés de rehabilitació sota el patronatge de l'Ajuntament de Sabadell (actual propietari), del Fons Social Europeu i de l'INEM. Des del 1993, l'antiga església es va convertir en la seu del Servei General d'Informació de Muntanya. A partir del 2015, el pis de la rectoria, que l'havien portat uns masovers, i la planta baixa, que havia estat dedicada a un taller de restauració de mobles, passaren a formar part d'aquest Servei.

## Descripció

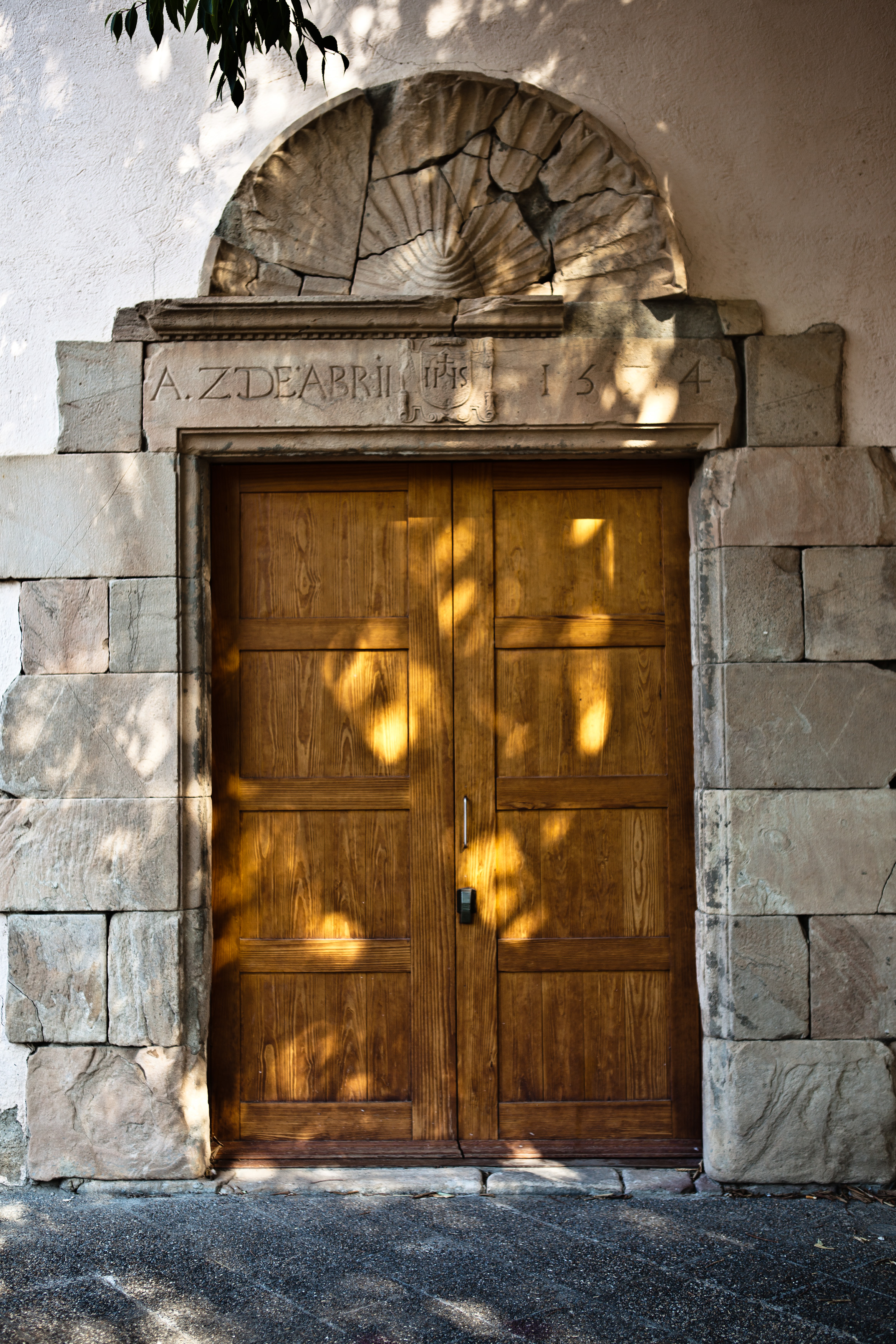
Porta de l'església

És un conjunt format per l'església, que té adossada pel costat de ponent la rectoria, i pel costat de llevant i de migdia el clos del cementiri.
És un temple de planta rectangular, d'una nau i dues capelles laterals, amb coberta de teula a dues vessants i campanar d'espadanya. De l'edifici original resten les façanes nord i oest (amb el campanar de paret). Es conserva també la porta de llinda d'accés al temple, amb la inscripció «2 abril 1574».